# وودویل (تگزاس)
وودویل، تگزاس(به انگلیسی: Woodville, Texas) شهری در ایالت تگزاس از ایالات جنوبی ایالات متحده آمریکا است. در سرشماری سال ۲۰۰۰، جمعیت این شهر ۲۴۱۵ نفر اعلام شد.